# Larikskankerviltkelkje
Het larikskankerviltkelkje (Lachnellula willkommii) is een schimmel behorend tot de familie Lachnaceae. Het is een necrotrofe parasiet. Het maakt kankergezwellen aan  op takken van de Europese lork (Larix decidua). De doorgaans aangeplante Japanse lariks (Larix leptolepis) is minder gevoelig voor deze aantasting.

## Kenmerken

### Uiterlijke kenmerken
Op de aangetaste schors van bomen creëert het diffuse of radiaal geconcentreerde apothecia. Ze staan op een korte steel (1 mm), aanvankelijk zijn ze bolvormig, daarna openen ze zich om convexe of platte kopjes te vormen, harig aan de buitenkant met een kleur van zeer bleek tot stro, van binnen geelachtig. Ze hebben een diameter van 1–6 mm en hebben een matig dikke, krijtwitte, onregelmatige rand.

### Microscopische kenmerken
De haren aan de buitenzijde van het apothecium zijn cilindrisch, hyaliene, dunwandig, meervoudig gesepteerd, met licht gezwollen uiteinden en 3-4 µm dik. De asci zijn 8-sporig en meten 126–180 × 9–12 µm. Ze worden vaag blauw met jodiumreagens. De sporen zijn in de ascus gerangschikt in een enkele rij (uniseraat). De parafysen zijn filamenteus en gesepteerd en hangen over de asci. Conidia zijn ovaal, eencellig, tot 3 µm lang.

## Habitat
Het leeft parasitair op hangende takken van lariksen of in de directe omgeving van kankergezwellen. Het wordt verspreid door de sporen, infectie vindt plaats op de bladlittekens van de korte scheuten, soms ook via vorstwonden op lange scheuten. Het mycelium dat in het corticale weefsel langs de steel groeit, veroorzaakt de kankergezwellen.

## Verspreiding
Het karikskankerviltkelkje komt met name voor in Europa, maar er zijn ook waarnemingen bekend uit Noord-Amerika en Azië. In Nederland komt het zeldzaam voor. Het staat op de rode lijst in de categorie 'Ernstig Bedreigd'.

## Taxonomie
Dit taxon werd voor het eerst wetenscappelijk beschreven in 1874 door Robert Hartig en noemde het Peziza willkommi. De huidige naam, erkend door Index Fungorum, werd er in 1962 aan gegeven door Richard William George Dennis.